# Strenči kommun
Strenču novads var en kommun i Lettland. Den låg i den nordöstra delen av landet, 130 km nordost om huvudstaden Riga. Antalet invånare var 4 277. Arean var 376 kvadratkilometer.
2021 slogs kommunen samman med Valmiera kommun.
Följande samhällen fanns i Strenču novads:
- Seda
- Strenči